# Albert W. Owesen
Albert W. Owesen (1 juni 1917 - 23 oktober 2010) was een Noors zakenman in textiel, filmmaker en milieuactivist.

## Achtergrond
Albert Winderen Owesen werd geboren binnen het gezin van textielhandelaar Viktor Backlund Owesen (1883-1918) en Ingeborg Winderen (1889-1948). Van de Winderenkant was hij de achterkleinzoon van politicus Rasmus Winderen. Twee tantes van Albert, Berit Winderen en Signe Winderen, waren musici. De naam Winderen verwijst daarbij naar de boerderij/hoeve Vindern toen nabij, inmiddels in Oslo. Na de vroegtijdige dood van zijn vader werd hij door zijn moeder op de hoeve grootgebracht. Hijzelf huwde Ane-Grethe en kreeg vier kinderen, van wie er ook weer twee de “textiel” in gingen. Jongste dochter Ingeborg Winderen Owesen, genoemd naar haar grootmoeder, werd filosofe.

## Film
Owesen was oprichter van Oslo Smalfilmklubb en Owesen-Tekstil A/S. Zijn productiemaatschappij Owesen-Film A/S bekostigde twee films van Arne Skouen: Det brenner i natt! en Barna v solek beide uit 1955. Dat was mogelijk geworden nadat de firma Norsk Film A/S de financiering niet wilde verzorgen. Owesens grootste succes was Villmarken kaller uit 1964, die werd door de criticus Per Høst de grond ingeboord omdat er dieren achter tralies gefilmd werden. Wellicht was het daarom dat Owesen vanaf 1980 veel tijd doorbracht in Afrika om dieren te filmen.
Filmografie
- Skiløping i Nordmarka
- Baksiden av medelajen (1954)
- Telbyen (1954)
- Velkommen til Oslo (1955, reclamefilm)
- Skisser fra Lofoten (1956)
- Froskemenn (1957) (eerste Noorse onderwaterfilm)
- Barna ble glemt (1959) (film over verongelukte kinderen)
- Norsk skiløpings historie (1961)
- Alltid på vakt (1961)
- På oppdrag met ubåt S-309
- Villmarken kaller (1964), documentaire over Hardangervidda
- Lomvi pa Rost (1966)
- Hardangervidda i dag (1972)
- Bever (1976)
- Snøugle og lemenvrandring (1981)
- Borrevannet (1986)

Prijzen
- 1964: Villmarken kaller werd onderscheiden met de Noorse Sølvklumpen
- 1973: World Wide Fund for Natureprijs van 5000 Noorse kroon
- 1978: Gyldendals schrijverswedstrijd I beverskog
- 2000: Kunstprijs van de stad Oslo
- 2004: Kunstenaarstoelage van de staat Noorwegen
- 2007: Foreningen Våre Rovdyr (Vereniging Onze Roofdieren)
- 2012: Ordknappen; een postume lezersprijs voor Blant løver i Afrika uitgereikt aan Ane-Grethe Owesen

Boeken:
- I beverskog (1979)
- Varga: Et eventyr om bar nog dyr
- Lover som broler i hatten (2003)  over natuurpark Ngorongoro
- Blant løver i Afrika (2011)